# Nur Tatar
Nur Tatar (n. 16 august 1992, Van, Turcia) este o sportivă ce a reprezentat Turcia, medaliată olimpică. A participat la 3 ediții ale Jocurilor Olimpice (2012, 2016, 2020) în care a câștigat o medalie de argint și o medalie de bronz.